# اکبر کارگرجم
اکبر کارگرجم (زاده ۵ دی ۱۳۲۳ در تهران) ملقب به سیم خاردار بازیکن فوتبال ایرانی است. او دومین فرزند از خانواده سه فرزندی کارگرجم بود. از زمین‌های خاکی بهجت آباد فوتبال را شروع کرد. از آنجا که زمین فوتبال آنها نزدیک باشگاه استقلال بودبه اتفاق چند تن از دوستانش از جمله رضا عادلخانی به تیم خردسالان استقلال پیوست. مدتی بعد برای تیم جوانان این باشگاه انتخاب شد امادر یک بازی مچ پایش شکست و باعث شد نتواند به مدت سه سال  فوتبال بازی کند. بعد از بازگشتش به ورزش در باشگاه راه آهن فوتبالش را ادامه داد. وی پس از دو سال حضور در راه آهن در سال ۱۳۴۸ به استقلال پیوست.

## افتخارات
- عنوان مرد سال فوتبال ایران در سال ۱۳۵۲
- قهرمانی مسابقات بین‌المللی ایران ۱۹۷۴ به همراه ایران
- لیگ قهرمانان آسیا
  - سومین دوره لیگ قهرمانان آسیا قهرمانی با استقلال«استقلال در جام باشگاه‌های آسیا». بایگانی‌شده از اصلی در ۹ فوریه ۲۰۱۲. دریافت‌شده در ۱۵ فوریه ۲۰۱۲.
  - چهارمین دوره لیگ قهرمانان آسیا کسب مقام سومی با استقلال
- جام تخت جمشید
  - قهرمانی دو دوره جام تخت جمشید به همراه استقلال

جام تخت جمشید ۱۳۵۳